# Кикимора (судно)
Кикимора — нефтеналивная баржа, в 1910−1920-х годах обслуживавшая Астраханский рейд. Участвовала в Гражданской войне.
Точных данных о судне нет. Известно, что баржа имела вместимость около 780 тонн, была несамоходна, построена до революции, и оставалась в эксплуатации в середине 20-х годов.

## История появления
Основным путём вывоза бакинской нефти долгое время был вывоз танкерами через Каспийское море и Волгу. В морской части пути было выгодно использовать танкеры большого тоннажа. Но входу их в Волгу мешала глубокая осадка. Астраханский, так называемый 12-футовый рейд, слишком мелководен для танкера осадкой 25 футов (7,6 м). Поэтому на подходах его встречали баржи, которые швартовались к нему и на ходу принимали часть нефти. Одной из них была «Кикимора». Другой — «Царь-девица». Облегченный танкер затем входил и разгружался на рейде.

## Служба
Баржа была построена, предположительно, Сормовским судостроительным заводом, где-то между 1903 и 1910 годами.
Во время Гражданской войны (1918−1920) мобилизована в Волжско-каспийскую флотилию.
После 1920 года возвращена к прежнему использованию.